# Liste von Söhnen und Töchtern der Stadt Madison (Wisconsin)
Dies ist eine Liste bekannter Persönlichkeiten, die in der US-amerikanischen Stadt Madison (Wisconsin) geboren wurden. Die Liste erhebt keinen Anspruch auf Vollständigkeit.

## 19. Jahrhundert

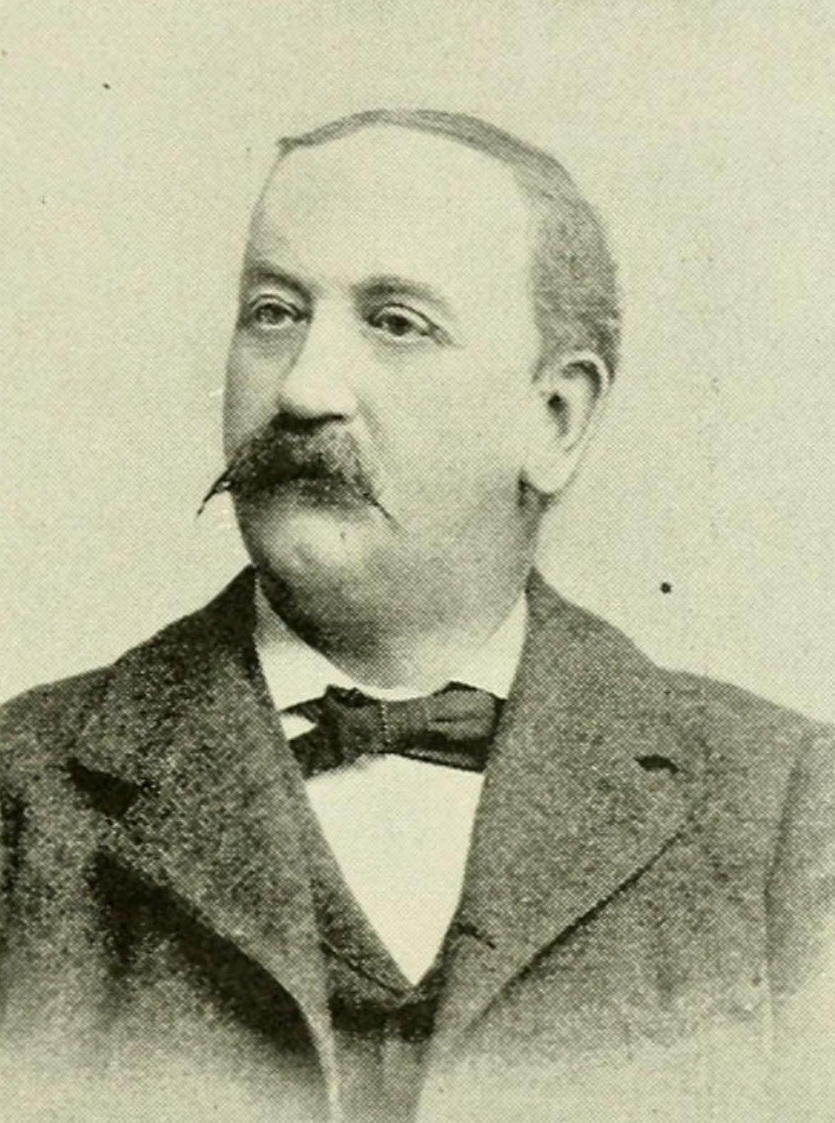
Alexander Campbell Botkin
(1842–1905)

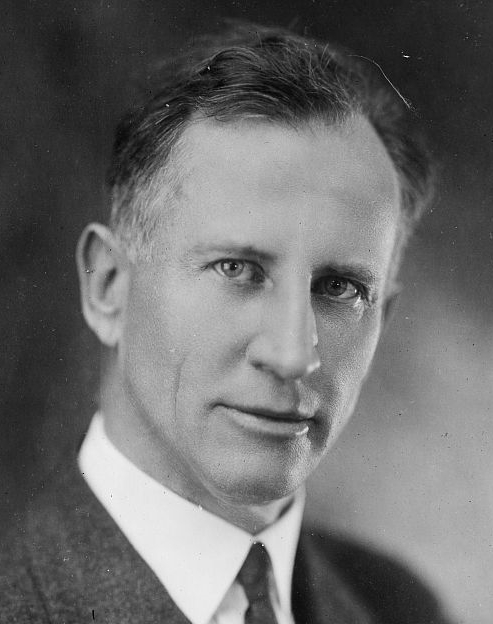
Max Mason
(1877–1961)

- Alexander Campbell Botkin (1842–1905), Politiker
- Vinnie Ream (1847–1914), Bildhauerin
- George Cary Comstock (1855–1934), Astronom
- Charles N. Herreid (1857–1928), Politiker
- Albert G. Schmedeman (1864–1946), Politiker
- George Rublee (1868–1957), Rechtsanwalt
- Kid Nichols (1869–1953), Baseballspieler[1]
- August Sauthoff (1876–1950), Arzt und Psychiater
- Max Mason (1877–1961), Mathematiker und Physiker
- Ruth Ball (1879–1960), Bildhauerin[2]
- August Herman Pfund (1879–1949), Physiker und Spektroskopiker
- Harry Sauthoff (1879–1966), Rechtsanwalt und Politiker
- Noah Dietrich (1889–1982), Geschäftsmann, Vizepräsident von Hughes Aircraft
- Charles R. Robertson (1889–1951), Politiker (Republikanische Partei)
- Jessica Nelson North (1891–1988), Schriftstellerin[3]
- Sumner Slichter (1892–1959), Wirtschaftswissenschaftler[4]
- Nick Grinde (1893–1979), Drehbuchautor und Filmregisseur
- Robert M. La Follette junior (1895–1953), Senator für Wisconsin
- Gregory Joseph Kessenich (1896–1958), Erfinder
- Louis B. Slichter (1896–1978), Geophysiker
- Philip La Follette (1897–1965), Politiker; Gouverneur von Wisconsin
- Thornton Wilder (1897–1975), Schriftsteller
- Wayne Morse (1900–1974), Politiker und Anwalt
- Albert Taubert (1900–1964), Major[5][6]

## 20. Jahrhundert

### 1901–1940

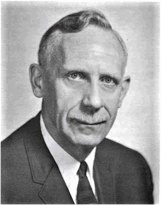
Hendrik Wade Bode
(1905–1982)

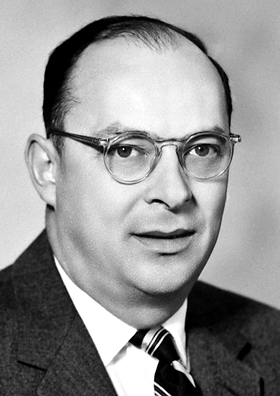
John Bardeen
(1908–1991)

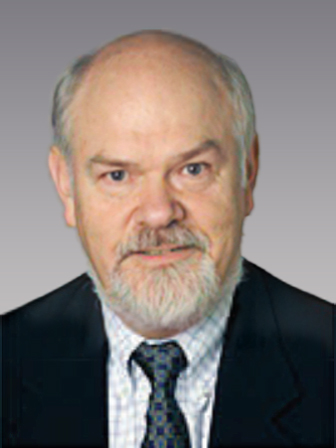
Norman T. Uphoff
(* 1940)

- Hendrik Wade Bode (1905–1982), Elektrotechniker
- Billy Moll (1905–1968), Songwriter
- Julius Albert Krug (1907–1970), Wirtschaftsmanager, Politiker und Innenminister
- John Bardeen (1908–1991), Physiker und zweifacher Nobelpreisträger (Physik)
- Frederic Prokosch (1908–1989), Romancier
- Irving D. Tressler (1908–1944), Schriftsteller und Journalist
- Richard E. Blackwelder (1909–2001), Entomologe
- Konrad B. Krauskopf (1910–2003), Geochemiker und Geologe
- Avery Leiserson (1913–2004), Politikwissenschaftler
- Helene Madison (1913–1970), Schwimmerin
- Willard Waterman (1914–1995), Radiomoderator, Film- und Fernsehschauspieler
- Gene Schroeder (1915–1975), Jazzmusiker
- Horace Winchell (1915–1993), Mineraloge
- Lee Hoiby (1926–2011), Komponist und Konzertpianist
- Donald S. Jones (1928–2004), Admiral[7]
- Gena Rowlands (1930–2024), Schauspielerin
- Otto Friedli (1931–2008), Rocker; 1948 einer der Gründer der Hells Angels
- Tom Nissalke (1932–2019), Basketballtrainer[8]
- James Bidgood (1933–2022), Kostümbildner, Fotograf und Filmemacher
- Peter Barrett (1935–2000), Professor für Finanz- und Wirtschaftsrecht und Olympiasieger im Segeln
- Fred Buch (1935–2012), Filmschauspieler
- John Dalley (* 1935), Geiger
- Richard Lamm (1935–2021), Politiker (Demokratische Partei); 37. Gouverneur von Colorado (1975–1987)
- Bradford W. Parkinson (* 1935), Raumfahrtingenieur, Hochschullehrer, Wirtschaftsmanager und Oberst a. D. der US Air Force
- Rogers H. Stolen (* 1937), Physiker
- David Aspnes (* 1939), Physiker
- Jim Bakken (* 1940), American-Football-Spieler
- Michael Cole (1940–2024), Schauspieler[9]
- Matthew Fox (* 1940), Priester und Theologe
- Norman T. Uphoff (* 1940), Sozialwissenschaftler

### 1941–1950

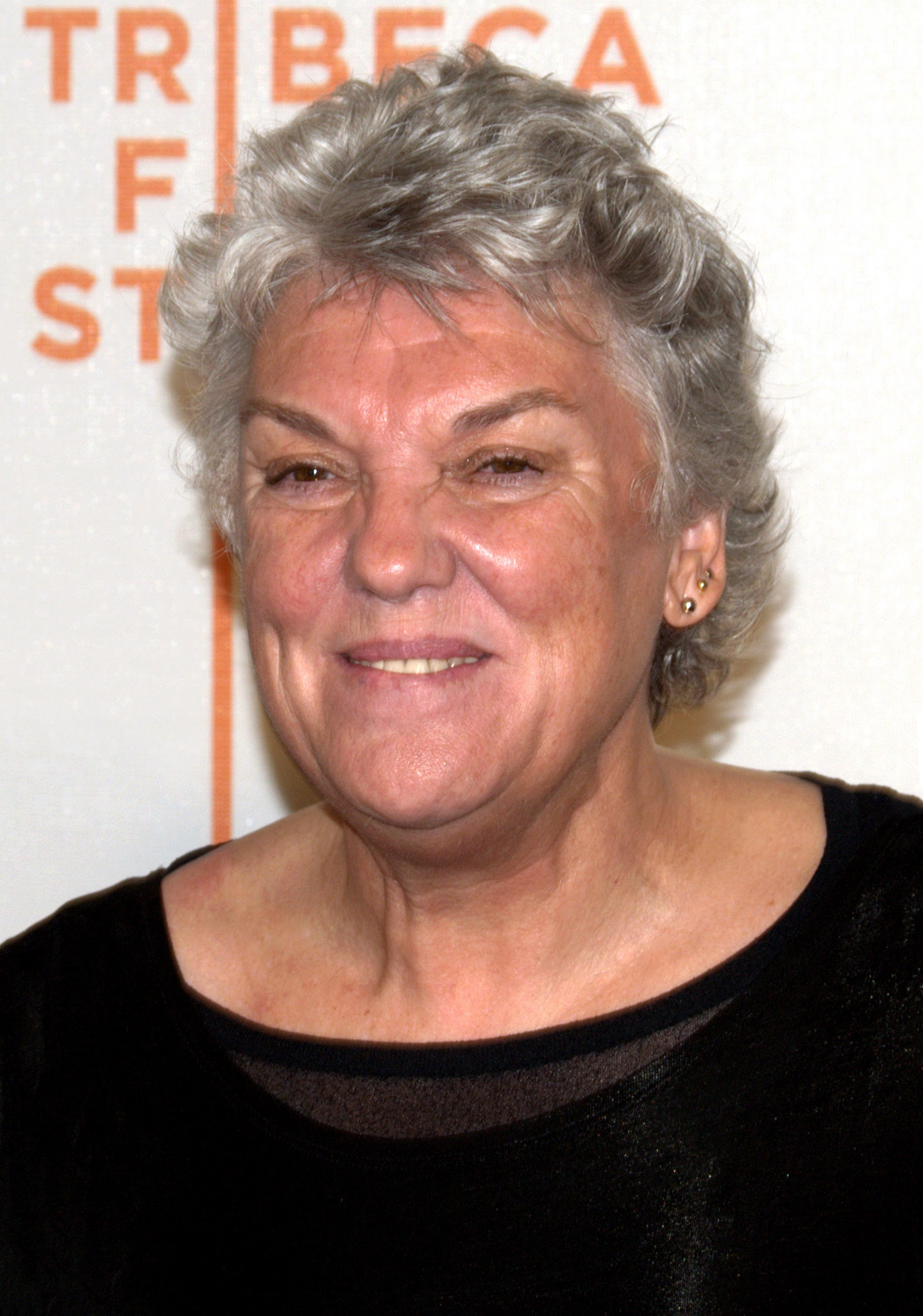
Tyne Daly
(* 1946)

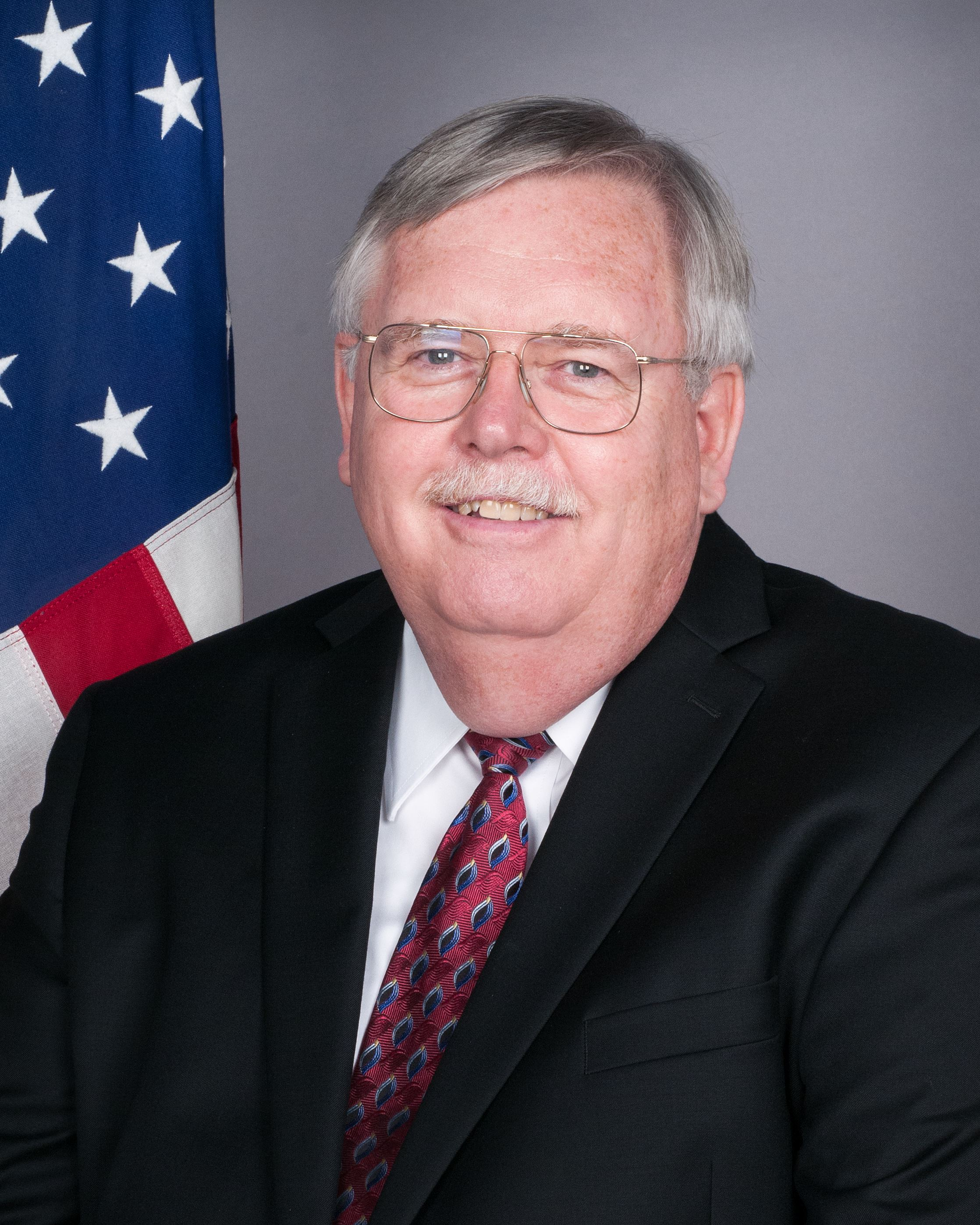
John F. Tefft
(* 1949)

- Henry Peter Leifermann (1942–2016), Journalist und Autor
- Barbara Lerner Spectre (* 1942), Philosophin und Dozentin für Philosophie
- Michael Fellman (1943–2012), Historiker
- Eugene L. Tattini (* 1943), Generalleutnant[10]
- Robert Schneider (* 1944), Radsportler[11]
- Lowell Bergman (* 1945), Reporter und Fernsehproduzent
- Frank Ackerman (1946–2019), Wirtschaftswissenschaftler
- Tyne Daly (* 1946), Schauspielerin
- Tracy Nelson (* 1947), Sängerin
- Fran Ulmer (* 1947), Politikerin (Demokratische Partei)
- Cheryl Chapman (* 1948), Lehrerin und Autorin von Kinderbüchern
- Russell Hellickson (* 1948), Ringer
- Drew McDermott (1949–2022), Informatiker
- Ann Risley (* 1949), Schauspielerin[12]
- John F. Tefft (* 1949), Diplomat
- Richard Carl Vogt (1949–2021), Herpetologe
- Jacqueline Zoch (* 1949), Ruderin

### 1951–1960

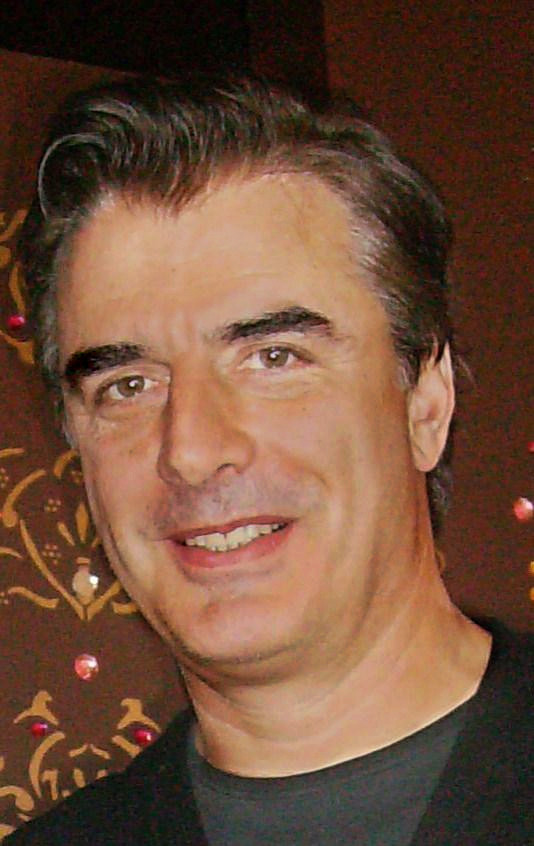
Chris Noth
(* 1954)

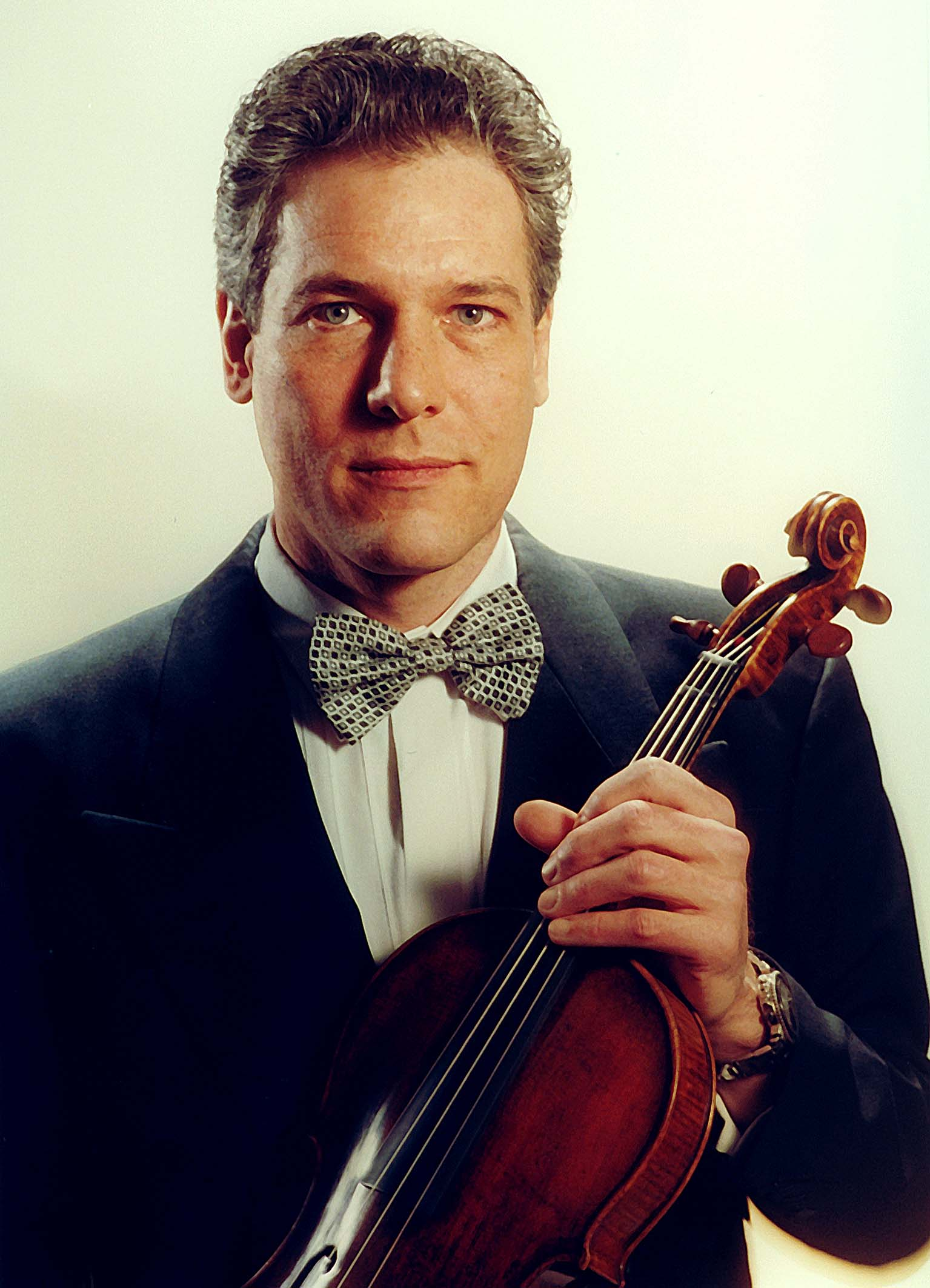
James Creitz
(* 1957)

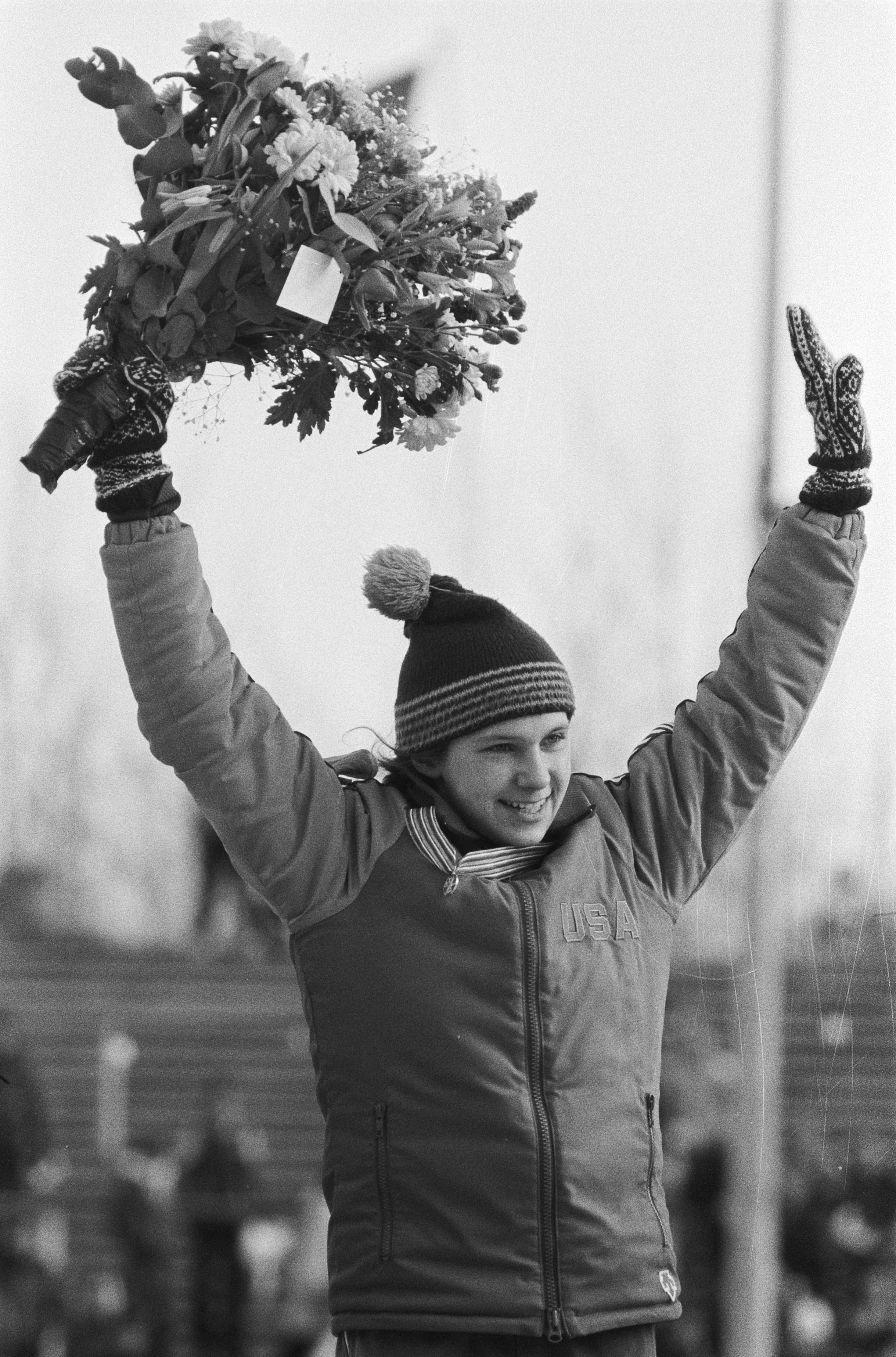
Beth Heiden
(* 1959)

- Steven Beckwith (* 1951), Astronom und Wissenschaftsmanager
- Gary Hebl (* 1951), Politiker (Demokratische Partei)
- Mark Hennen (* 1951), Jazzpianist
- K. T. McFarland (* 1951), Regierungsbeamtin und politische Kommentatorin
- Steve Furniss (* 1952), Schwimmer[13]
- Scott Johnson (1952–2023), Komponist
- Steven Kerckhoff (* 1952), Mathematiker
- Bunita Marcus (* 1952), Komponistin
- Carie Graves (1953–2021), Ruderin
- John T. Schiller (* 1953), Mikrobiologe, Virologe und Molekularbiologe
- Mary Sweeney (* 1953), Filmeditorin, Filmproduzentin, Drehbuchautorin und Filmregisseurin
- Peter Mueller (* 1954), Eisschnellläufer, Olympiasieger
- Chris Noth (* 1954), Schauspieler
- Bill Foster (* 1955), Politiker (Demokratische Partei)
- Dan Immerfall (* 1955), Eisschnellläufer
- James Montgomery (* 1955), Schwimmer
- John Jorgenson (* 1956), Gitarrist
- Lori Monk (* 1956), Eisschnellläuferin
- Libby Riddles (* 1956), Schlittenhunderennfahrerin
- Steve Rude (* 1956), Comiczeichner
- Connie Carpenter-Phinney (* 1957), Radrennfahrerin
- James Creitz (* 1957), Bratschist
- Kathryn Ann Lunda (* 1957), Eisschnellläuferin
- Bob Suter (1957–2014), Eishockeyspieler und -trainer
- Eric Heiden (* 1958), fünffacher Goldmedaillengewinner im Eisschnelllauf und Radsportler
- Pola Rapaport (* 1958), Dokumentarfilmerin und Regisseurin
- Brent Michael Davids (* 1959), Komponist
- Beth Heiden (* 1959), Eisschnellläuferin und Radsportlerin
- Paul Manning (1959–2005), Drehbuchautor und Filmproduzent
- Joel McNeely (* 1959), Filmmusikkomponist
- Bradley Whitford (* 1959), Schauspieler und Drehbuchautor
- Rob Marshall (* 1960), Regisseur und Choreograf

### 1961–1970
- Marc Behrend (* 1961), Eishockeyspieler[14]

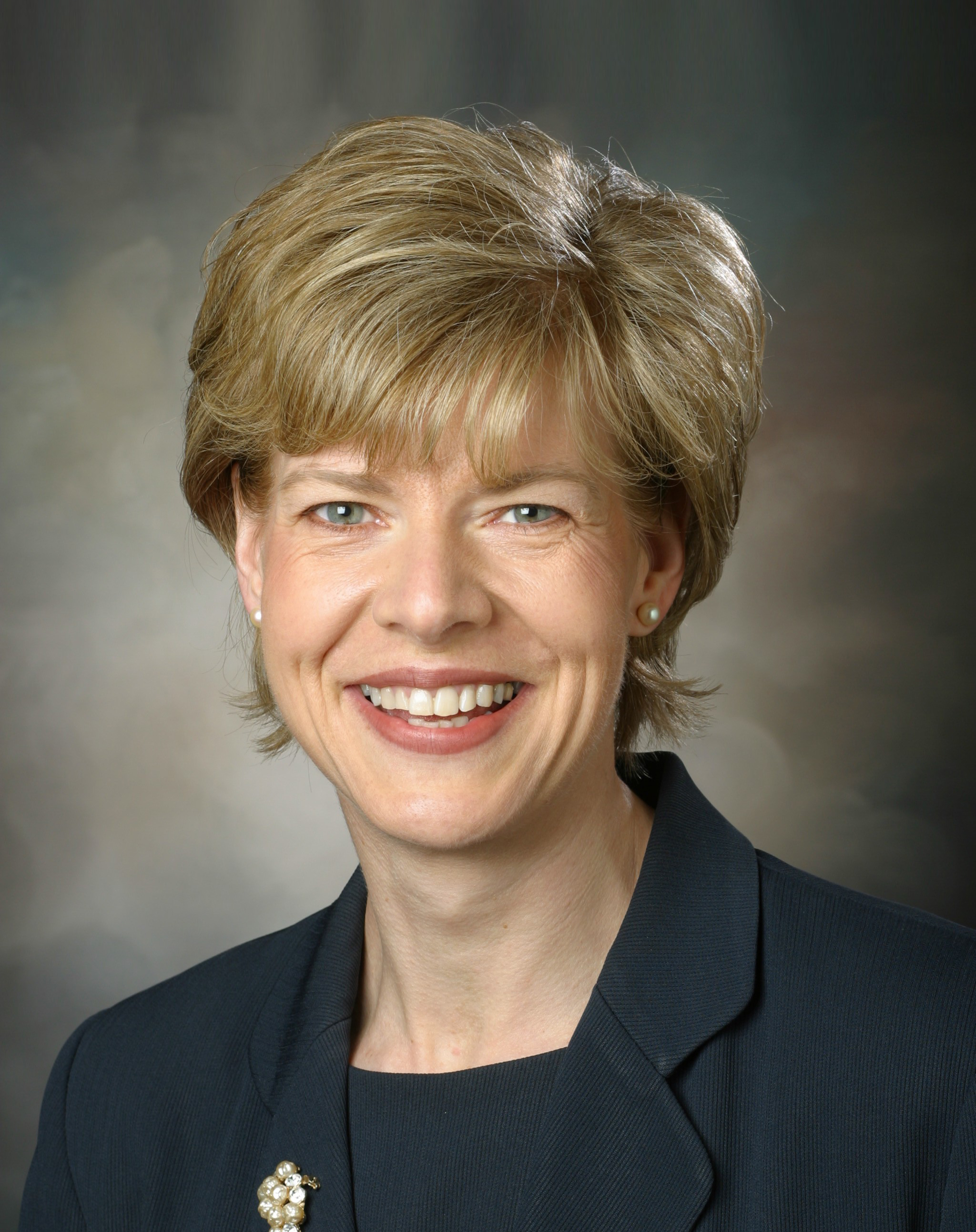
Tammy Baldwin
(* 1962)

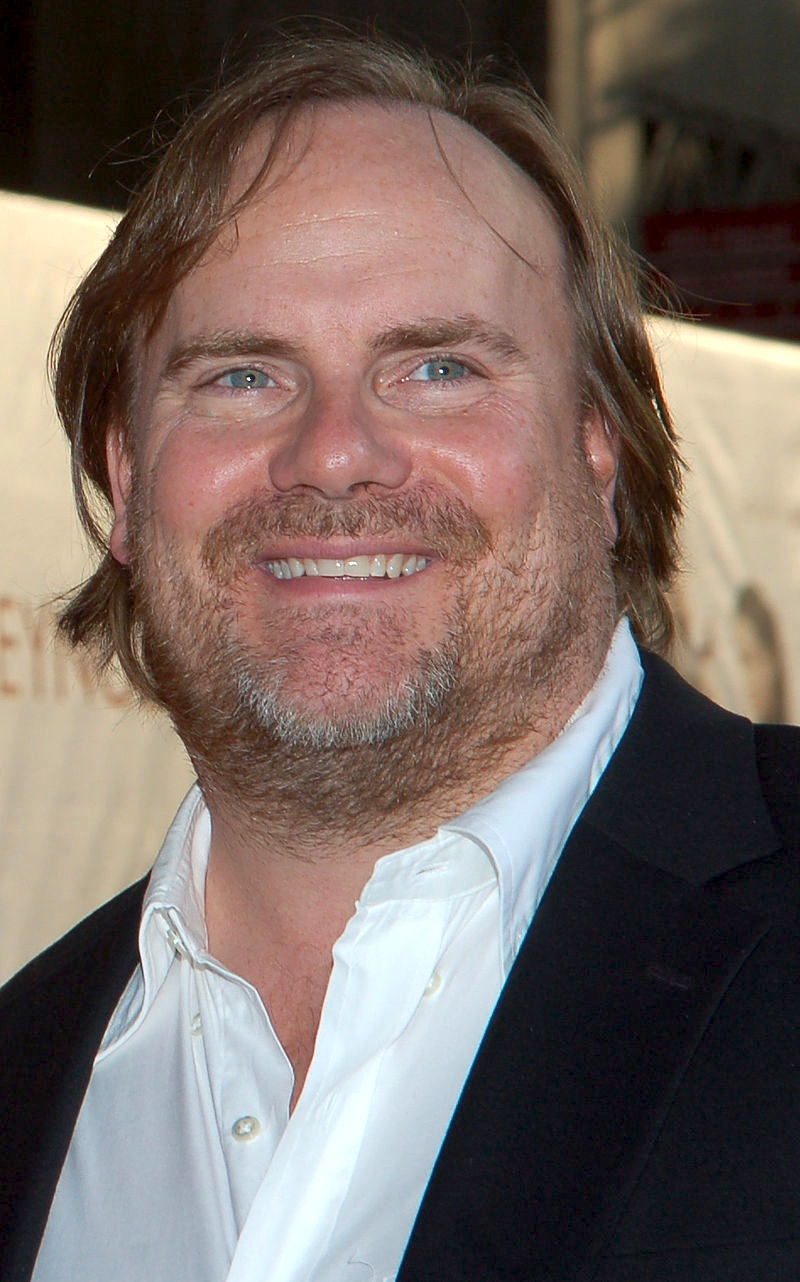
Kevin P. Farley
(* 1965)

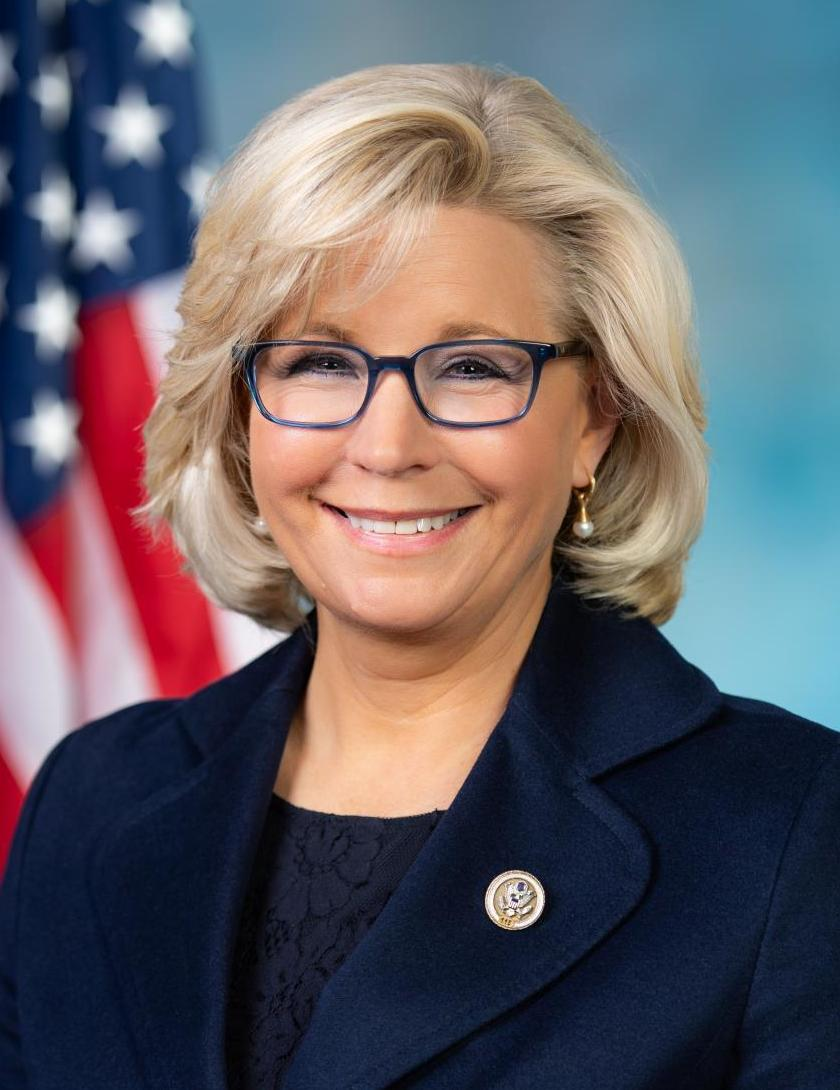
Liz Cheney
(* 1966)

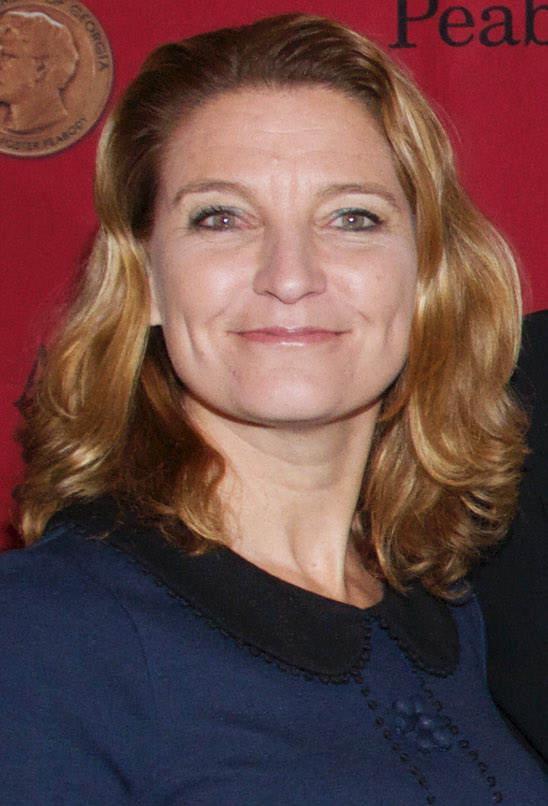
Meredith Stiehm
(* 1969)

- Mary Docter (* 1961), Eisschnellläuferin
- Jeffrey Grob (* 1961), römisch-katholischer Geistlicher, Erzbischof von Milwaukee
- Tammy Baldwin (* 1962), Politikerin (Demokratische Partei)
- Bob Mionske (* 1962), Radrennfahrer
- Dave Besteman (* 1963), Eisschnellläufer[15]
- Alice Sebold (* 1963), Schriftstellerin
- Tyrone Braxton, (* 1964), American-Football-Spieler
- Sarah Docter (* 1964), Eisschnellläuferin
- Chris Farley (1964–1997), Schauspieler
- Greg Graffin (* 1964), Sänger, Songwriter sowie promovierter Evolutionsbiologe
- Phil Hellmuth (* 1964), Pokerspieler
- Mark Hengst (* 1964), Schauspieler
- Sandra Nelson (* 1964), Schauspielerin
- Gary Suter (* 1964), Eishockeyspieler
- Dorcas DenHartog-Wonsavage (* 1965), Skilangläuferin
- Kevin P. Farley (* 1965), Schauspieler und Filmregisseur
- Michelle Rohl (* 1965), Geherin[16]
- Liz Cheney (* 1966), Politikerin (Republikanische Partei)
- Kris Kobach (* 1966), Politiker[17]
- Michael Dessen (* 1967), Musiker, Komponist und Hochschullehrer
- Brian J. Nelson (* 1967), Komponist
- Annabelle Cripps (* 1968), britische Schwimmerin[18]
- John Farley (* 1968), Schauspieler
- Sean Varah (* 1968), kanadischer Komponist und Cellist
- Kevin Dean (* 1969), Eishockeyspieler und -trainer
- Nick Kiriazis (* 1969), Schauspieler[19]
- Meredith Stiehm (* 1969), Produzentin und Drehbuchautorin
- Julie Su (* 1969), Bürger- und Arbeitsrechtsanwältin, Politikerin
- Jack Waite (* 1969), Tennisspieler
- Leigh Zimmerman (* 1969), Schauspielerin und Tänzerin[20]
- Carl Maguire (* 1970), Jazzmusiker und Komponist
- Jeremy Nobis (1970–2023), Skirennläufer und Extremskifahrer
- Barry Richter (* 1970), Eishockeyspieler[21]
- Chris Sahs (* 1970), Ruderer[22]
- Kurt Stein (* 1970), Skispringer
- Chris Tallman (* 1970), Schauspieler[23]

### 1971–1980

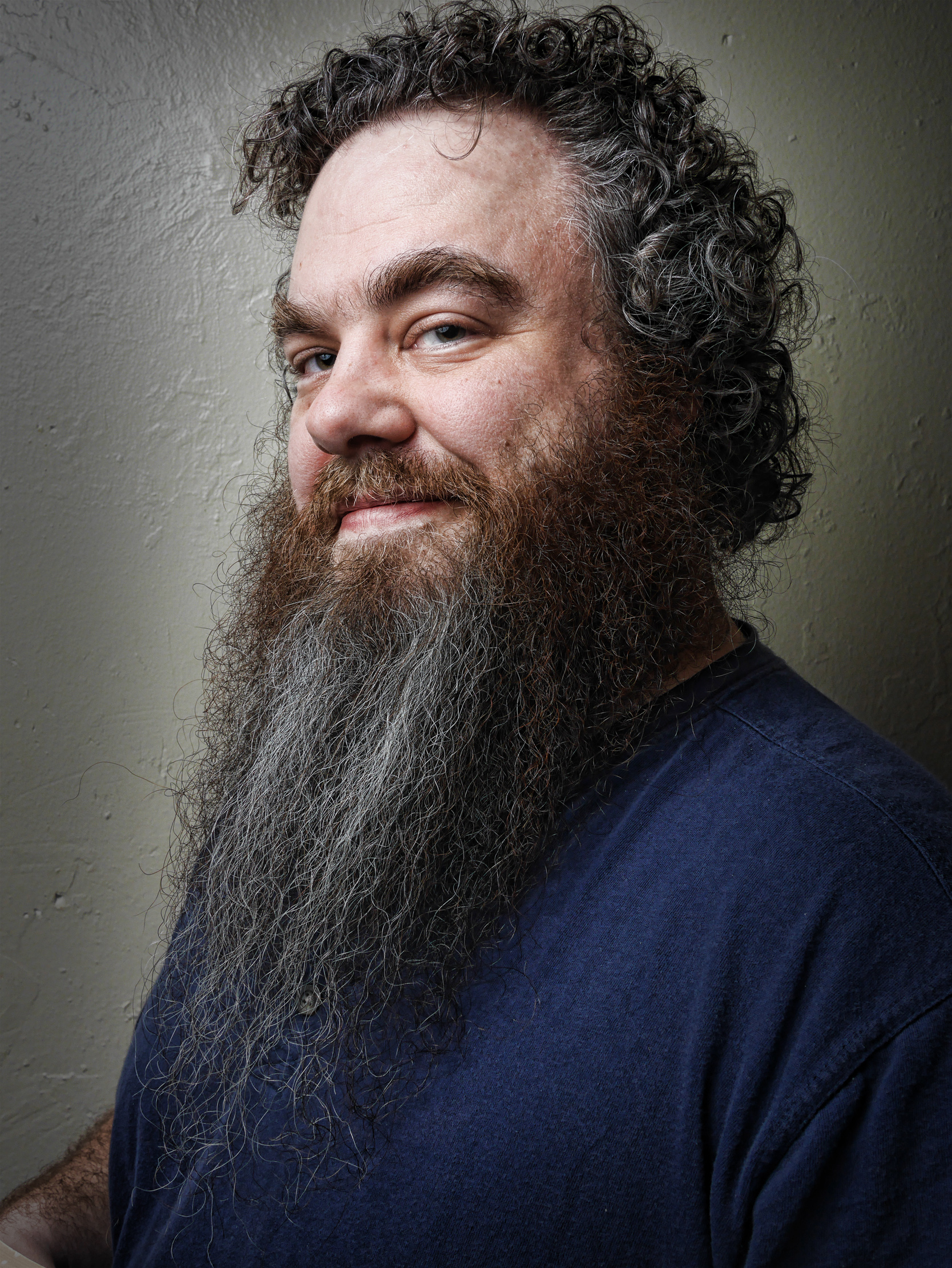
Patrick Rothfuss
(* 1973)

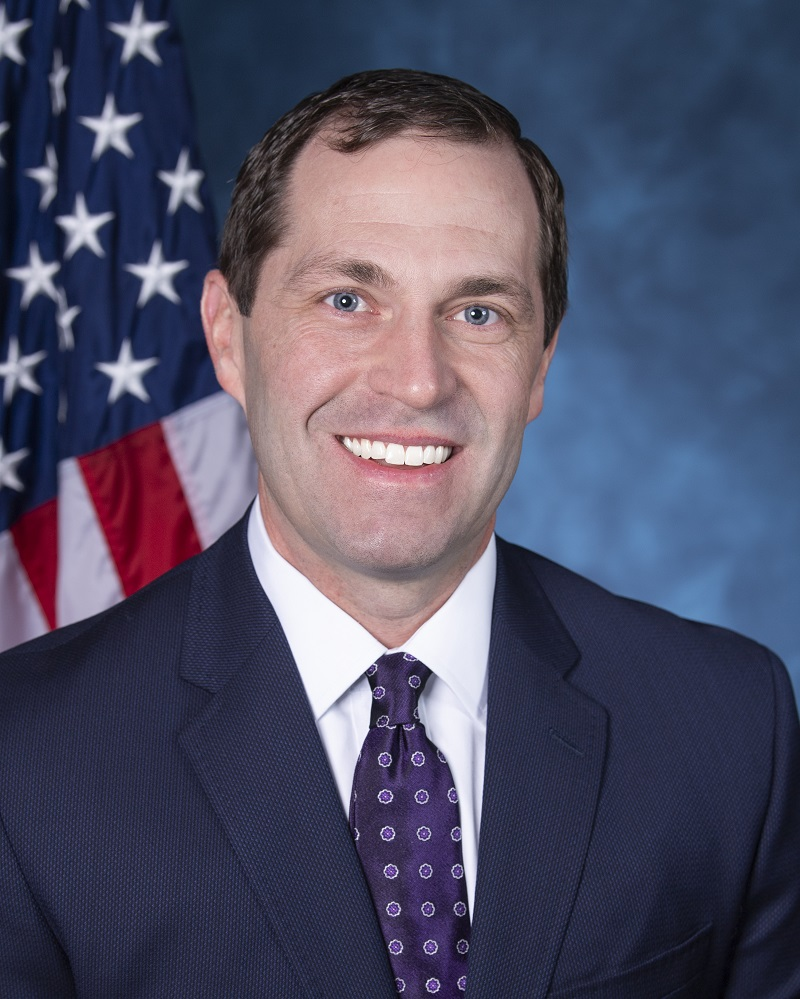
Jason Crow
(* 1979)

- Jeff Nygaard (* 1972), Volleyball- und Beachvolleyballspieler
- Stacey Abrams (* 1973), Politikerin
- Erika Brown (* 1973), Curlerin
- Patrick Rothfuss (* 1973), Fantasy-Schriftsteller
- J. D. Walsh (* 1974), Schauspieler, Drehbuchautor, Produzent und Improvisations-Comedian
- Andrea Anders (* 1975), Schauspielerin
- Craig Brown (* 1975), Curler[24]
- Casey FitzRandolph (* 1975), Eisschnellläufer
- Chris Broach (* 1976), Musiker
- Alex Brooks (* 1976), Eishockeyspieler[25]
- Peter Stolt (* 1978), Curler[26]
- Jason Crow (* 1979), Politiker

### 1981–2000

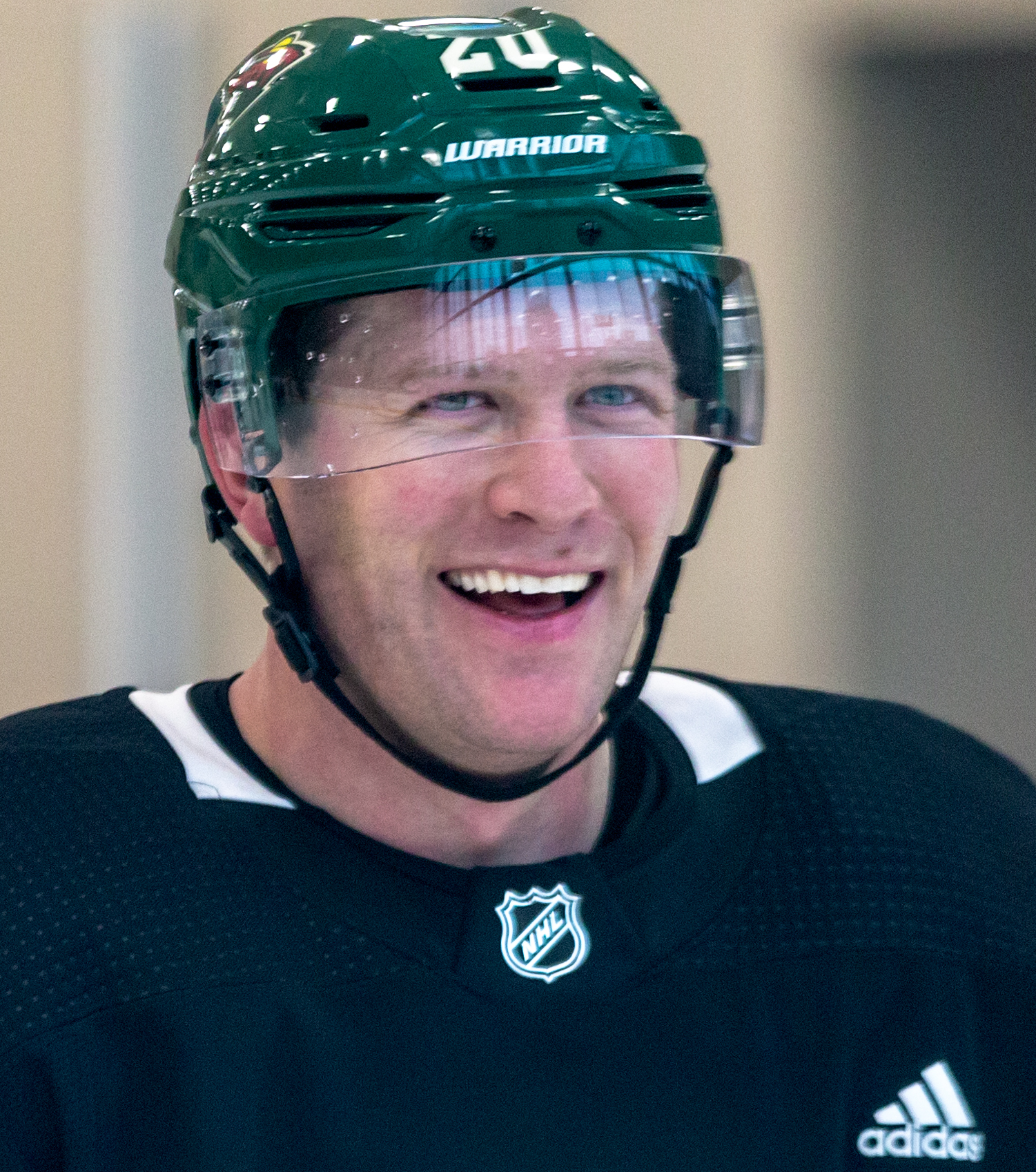
Ryan Suter
(* 1985)

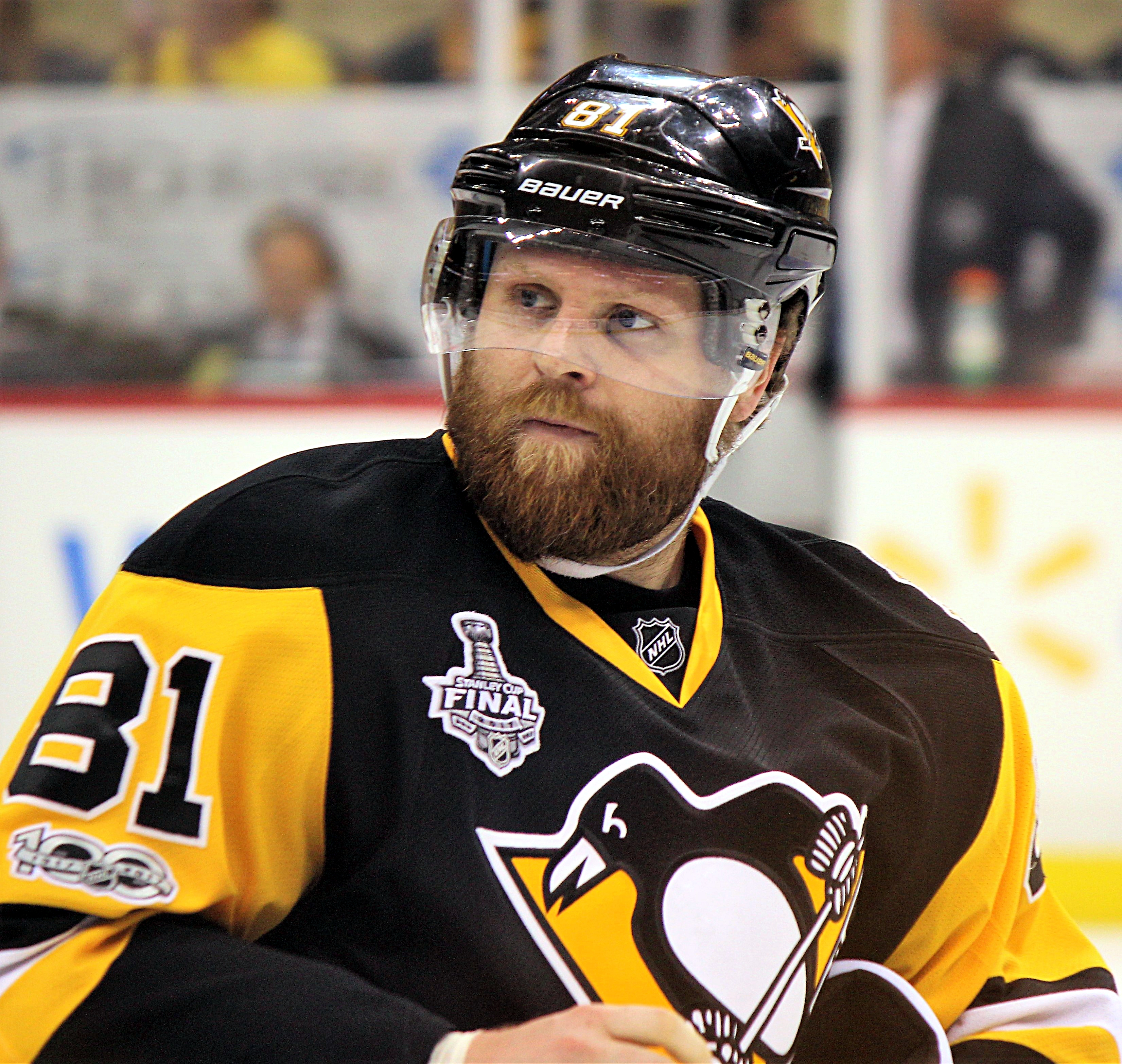
Phil Kessel
(* 1987)

- Reece Gaines (* 1981), Basketballspieler[27]
- Brad Winchester (* 1981), Eishockeyspieler
- Ian Nelson (* 1982), Schauspieler
- Adam Burish (* 1983), Eishockeyspieler und -trainer
- Lindsay Tarpley (* 1983), Fußballspielerin
- Mara Rosenbloom (* 1984), Jazzmusikerin
- Kyle Klubertanz (* 1985), Eishockeyspieler
- Ryan Suter (* 1985), Eishockeyspieler
- Jessie Vetter (* 1985), Eishockeyspielerin[28]
- Nick Eversman (* 1986), Schauspieler
- Shelley Glover (1986–2004), Skirennläuferin
- Jeremy Dehner (* 1987), Eishockeyspieler
- Phil Kessel (* 1987), Eishockeyspieler
- Heather Miller-Koch (* 1987), Siebenkämpferin[29]
- Jack Skille (* 1987), Eishockeyspieler
- Victoria Opitz (* 1988), Ruderin
- Matt Hamilton (* 1989), Curler
- Blake Kessel (* 1989), Eishockeyspieler
- Keaton Nankivil (* 1989), Basketballspieler
- Craig Smith (* 1989), Eishockeyspieler
- Jordan George (* 1990), Eishockeyspieler
- Becca Hamilton (* 1990), Curlerin
- Amanda Kessel (* 1991), Eishockeyspielerin
- Dolly Leigh (* 1991), Pornodarstellerin[30][31]
- Joanne Reid (* 1992), Biathletin
- George Kittle (* 1993), American-Football-Spieler
- Jordan Schmaltz (* 1993), Eishockeyspieler
- Nichole Bathe (* 1995), Skilangläuferin
- Jessica Thoennes (* 1995), Ruderin
- Nick Schmaltz (* 1996), Eishockeyspieler
- Olin Hacker (* 1997), Langstreckenläufer
- Anna Hoffmann (* 2000), Skispringerin
- Gus Schumacher (* 2000), Skilangläufer

### Geburtsjahr unbekannt
- Skyler Davenport (* 20. Jahrhundert), im Schauspiel- und Synchronisationsbereich tätig

## 21. Jahrhundert
- Talia Jackson (* 2001), Schauspielerin[32]
- Awonder Liang (* 2003), Schachspieler
- Charlie Shotwell (* 2007), Schauspieler und Kinderdarsteller